# 皮雪 (伊泽尔省)
皮雪（法語：Pisieu，法語發音：[pizjø]）是法国伊泽尔省的一个市镇，属于维埃纳区。

## 地理
皮雪（45°23'14"N, 5°3'37"E）面积18.76 平方千米，位于法国奥弗涅-罗讷-阿尔卑斯大区伊泽尔省，该省份为法国东南部内陆省份，北起顺时针与安省、萨瓦省、上阿尔卑斯省、德龙省、阿尔代什省、卢瓦尔省和罗讷省。
与皮雪接壤的市镇（或旧市镇、城区）包括：博尔派尔、波米耶德博尔派尔、普里马雷特、勒韦勒图尔当、圣巴泰勒米、圣于连德莱尔姆。

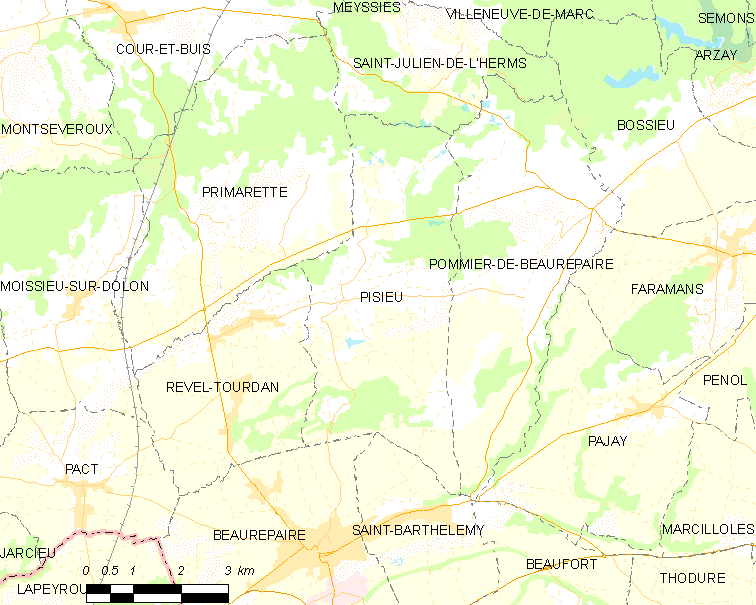
的OSM定位图

皮雪的时区为UTC+01:00、UTC+02:00（夏令时）。

## 行政
皮雪的邮政编码为38270，INSEE市镇编码为38307。

## 政治
皮雪所属的省级选区为鲁西永县。

## 人口

1962-2008年间人口变化图示

皮雪于2022年1月1日时的人口数量为526人。